# Дудовский сельсовет
Дудовский сельсовет - сельское поселение в Казачинском районе Красноярского края.
Административный центр - село Дудовка. Население на 01.01.2022 529 человек

## Население
| 2010 | 2012 | 2013 | 2014 | 2015 | 2016 | 2017 |
| ---- | ---- | ---- | ---- | ---- | ---- | ---- |
| 529  | ↘405 | ↘308 | ↘188 | ↗225 | ↗240 | ↘229 |

## Состав сельского поселения
В состав сельского поселения входят 2 населённых пункта:
| № | Населённый пункт | Тип населённого пункта       | Население |
| - | ---------------- | ---------------------------- | --------- |
| 1 | Дудовка          | село, административный центр | 411       |
| 2 | Кемское          | деревня                      | 118       |

## Местное самоуправление
Дудовский сельский Совет депутатов
Дата избрания: 13.09.2015. Срок полномочий: 5 лет. Количество депутатов:  7
Глава муниципального образования
- Муравьев Владимир Олегович. Избран 17.11.2018г. Срок полномочий: 5 лет